# 조지 아벨라
조지 아벨라(몰타어: George Abela, 1948년 4월 22일 ~ )는 전 몰타의 대통령이다.

## 일생
1948년 4월 22일 오르미의 아벨라 가문에서 태어났다. 1965년 그는 몰타 대학교의 예술 부문에서 학위를 땄으며 1975년 변호사가 되었다.

## 몰타 축구 협회
1982년 그는 몰타 축구 협회에 들어가 몰타 축구 국가대표팀을 창설하고 그 곳에서 활동 중에 결혼한다.

## 대통령에 이르기까지
그는 1992년 노동당에 들어갔으나 그곳에서 쫓겨났다. 1996년에는 그가 앨프리드 산트에 의해 국무 장관이 되었으나 이듬해에 사임했다. 급기야 그는 2000년 몰타의 모든 당과 절교하기까지 했다. 2008년 대통령 선거 당시 그는 다시 노동당에 들어갔는데, 그 선거에서 조지 아벨라가 다수표를 점하여 대통령 당선자가 되었다. 2009년 4월 4일, 그는 마침내 대통령이 되었다.

## 임기
| 전임 에디 페네크 아다미 | 몰타의 대통령 2009년 ~ 2014년 | 후임 마리 루이즈 콜레이로 프레카 |